# Micrathena spinosa
Micrathena spinosa är en spindelart som först beskrevs av Carl von Linné 1758.  Micrathena spinosa ingår i släktet Micrathena och familjen hjulspindlar. Inga underarter finns listade i Catalogue of Life.